# Neptis goochi
Neptis goochi är en fjärilsart som beskrevs av Butler 1879. Neptis goochi ingår i släktet Neptis och familjen praktfjärilar. Inga underarter finns listade i Catalogue of Life.